# Adactylotis ungemachi
Adactylotis ungemachi är en fjärilsart som beskrevs av Lucas 1933. Adactylotis ungemachi ingår i släktet Adactylotis och familjen mätare. Inga underarter finns listade i Catalogue of Life.